# Eva Okaro
Eva Okaro (Kingston upon Thames, 10 de noviembre de 2006) es una deportista británica que compite en natación.
Ganó una medalla de plata en el Campeonato Mundial de Natación en Piscina Corta de 2024, en la prueba de 4 × 100 m estilos. Participó en los Juegos Olímpicos de París 2024, ocupando el séptimo lugar en la prueba de 4 × 100 m libre.
Anteriormente compitió en netball, llegando a representar a Inglaterra a nivel internacional.

## Palmarés internacional
| Campeonato Mundial en Piscina Corta | Campeonato Mundial en Piscina Corta | Campeonato Mundial en Piscina Corta | Campeonato Mundial en Piscina Corta |
| Año                                 | Lugar                               | Medalla                             | Prueba                              |
| ----------------------------------- | ----------------------------------- | ----------------------------------- | ----------------------------------- |
| 2024                                | Budapest (Hungría)                  | Medalla de plata                    | 4 × 100 m estilos                   |